# Санта-Бриджида
Санта-Бриджида (итал. Santa Brigida) — коммуна в Италии, находится в регионе Ломбардия, в провинции Бергамо.
Население составляло: 635 человек (2008), 597 (2011), плотность населения составляет 45 чел./км². Занимает площадь 14 км². Почтовый индекс — 24010. Телефонный код — 0345.
Покровительницей коммуны почитается святая Бригитта Ирландская, празднование 1 февраля.

## Демография
Динамика населения:

## Администрация коммуны
- Официальный сайт: http://www.comune.santabrigida.bg.it/